# Modzele (gmina Grajewo)
Modzele – wieś w Polsce położona w województwie podlaskim, w powiecie grajewskim, w gminie Grajewo.
W latach 1954–1959 wieś należała i była siedzibą władz gromady Modzele, po jej zniesieniu w gromadzie Białaszewo. W latach 1975–1998 miejscowość należała administracyjnie do województwa łomżyńskiego.